# Альинью, Карлуш
Карлуш Алехандре Флорес Алинью порт. Carlos Alexandre Fortes Alhinho; 10 января 1949, Сан-Висенти, Острова Барловенто — 31 мая 2008, Бенгела) — португальский футболист и тренер.

## Биография
Родился на территории Кабо-Верде, однако в юношеском возрасте переехал в Португалию. Первой его взрослой командой стала «Академика». За свою дальнейшую карьеру Алинью успел поиграть за все три португальских суперклуба: «Спортинг», «Порту» и «Бенфика». В 1979 году хавбек на время уезжал в США, где он играл за команду Североамериканской футбольной лиги «Нью-Инглэнд Ти Мен». Завершил свою карьеру в «Фаренсе».
В разные годы провел за сборную Португалии 15 игр.
Завершив свою карьеру футболиста, Карлуш Алинью вернулся в родное Кабо-Верде, где он некоторое время руководил национальной сборной. Позднее специалист дважды работал с Анголой. Также Алинью несколько лет руководил ближневосточными клубами.

## Гибель
31 мая 2008 года во время своего нахождения в Анголе Карлуш Алинью трагически погиб в отеле города Бенгела. Из-за поломки лифта, находившийся в нём тренер провалился в его шахту. Попытки спасти его жизнь не увенчались успехом.

## Семья
Младший брат Карлуша Алешандре Альинью (род. 1953) также являлся футболистом и выступал за ряд команд, включая "Порту". После завершения карьеры был наставником сборной Кабо-Верде.

## Достижения

### Футболиста
- Чемпион Португалии (3): 1973/74, 1976/77, 1980/81
- Обладатель Кубка Португалии (4): 1972/73, 1973/74, 1979/80, 1980/81.
- Обладатель Суперкубка Португалии : 1980.

### Тренера
- Чемпионат Бахрейна по футболу (1): 2005/06.
- Финалист Кубка эмира Катара (1): 2003.
- Финалист Кубка Наследного принца Катара (1): 2006.